# Abankeseso
Abankeseso a été la capitale de l'état du Denkyira dans les années 1690, qui correspond aujourd'hui au centre du Ghana.
En 1692, des marchands néerlandais, anglais et brandebourgeois voyagent jusqu'à Abankeseso et mettent en place des relations commerciales avec le dirigeant du Denkyria de l'époque : Boamponsem.

## Sources
McCaskie, T. C. "Denkyira dans la Fabrication de l'Asante c. 1660-1720" La Revue de l'Histoire de l'Afrique vol. 48 (2007) no. 1, p. 1